# Davi Alcolumbre
David Samuel Alcolumbre Tobelem (Macapá, 19 de junho de 1977) é um comerciante e político brasileiro, filiado ao União Brasil (UNIÃO). É senador da República pelo Amapá e o atual presidente do Senado Federal e do Congresso Nacional. Também presidiu o Senado Federal e o Congresso Nacional entre 2019 e 2021. De ascendência marroquina, foi o primeiro judeu a assumir a presidência do Senado.
Em 2019, enquanto presidente da República em exercício, assinou o decreto que regulamenta a transferência definitiva das terras da União ao estado do Amapá, atendendo a uma reivindicação do governo amapaense que tramitava havia trinta anos.
Em 2025, Davi Alcolumbre foi eleito presidente do Senado Federal para o biênio 2025-2026, em uma coligação ampla que reunia 94% dos senadores, que o elegeram com 73 votos.

## Biografia
Filho de Samuel José Tobelem e de Júlia Peres Alcolumbre, Davi Alcolumbre nasceu em Macapá no dia 19 de junho de 1977.
Cursou ciências econômicas no Centro de Ensino Superior do Amapá (CEAP), mas não concluiu o curso.
Comerciante, em 1996 tornou-se membro da Associação Comercial e Industrial de Macapá.

## Trajetória política

### Vereador de Macapá
Alcolumbre iniciou sua trajetória política em 1999, quando se filiou ao Partido Democrático Trabalhista (PDT), e elegeu-se vereador de Macapá no ano seguinte, aos 21 anos. Assumindo o mandato na Câmara Municipal em 2001, ocupou a presidência da Comissão de Indústria e Comércio e foi vice-presidente da Mesa. Também entre 2001 e 2002, representou a Câmara Municipal no Conselho Tutelar de Macapá.

### Deputado federal
Em 2002 foi eleito deputado federal pelo Amapá, deixando a Câmara Municipal e assumindo o cargo na Câmara dos Deputados em fevereiro de 2003. Durante a legislatura, foi membro das comissões de Ciência e Tecnologia, Comunicação e Informática, e de Defesa do Consumidor. Foi também titular das comissões especiais de Proteção dos Direitos da Juventude, e do Plano Nacional da Juventude. Por dois anos consecutivos, foi coordenador da bancada de seu estado.
Em 2005 filiou-se ao Partido da Frente Liberal (PFL) e em 2006 foi reeleito deputado federal. Durante a legislatura foi titular, terceiro e segundo vice-presidente da Comissão Permanente de Agricultura, Pecuária, Abastecimento e Desenvolvimento Rural da Câmara. Com a transformação do PFL em Democratas (DEM) em 2007, passou a exercer a presidência do diretório regional do partido no Amapá. Tornou-se membro também da comissão executiva nacional do DEM e do Conselho Político da Juventude Democratas. Entre março e maio de 2008, exerceu a vice-liderança do partido na Câmara dos Deputados.
Em 2009 licenciou-se do mandato de deputado federal e assumiu o cargo de secretário municipal de Obras e Serviços Públicos de Macapá, durante a gestão de Roberto Góes. Retornando à Câmara em março de 2010, voltou a integrar a Comissão de Ciência, Tecnologia, Comunicação e Informática. Ainda no mesmo ano, concorreu a mais um mandato nas eleições realizadas em outubro e foi novamente reeleito para a câmara baixa do Congresso Nacional com 14 655 votos.
Nas eleições municipais de 2012, Alcolumbre foi candidato à prefeitura de Macapá na coligação Macapá Melhor, composta por DEM, PSDB, PTB e PRP. Com 21 796 votos, ficou na quarta colocação no primeiro turno do pleito e retornou ao exercício do mandato de deputado.

### Senador da República

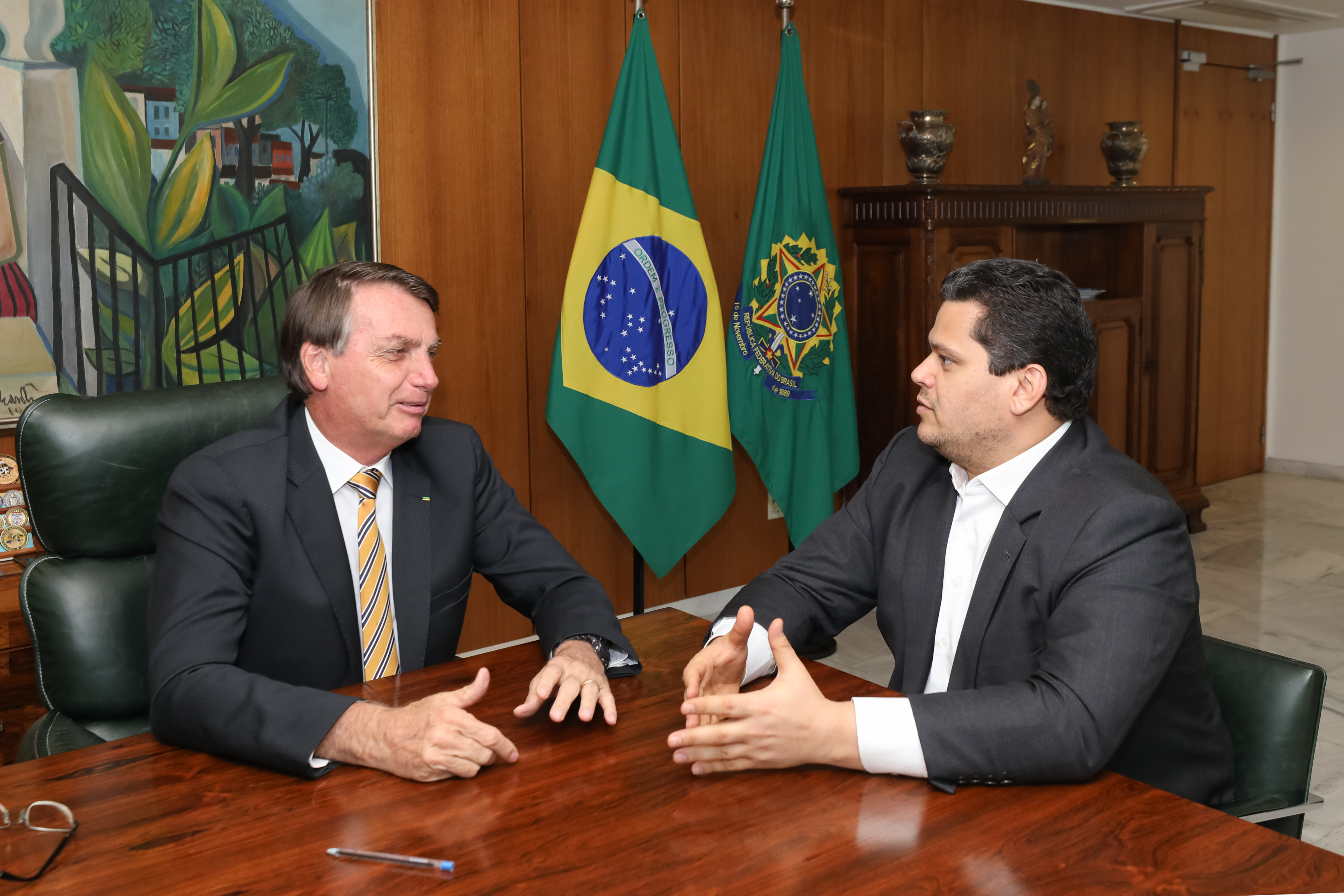
Presidente do Senado, Davi Alcolumbre participa de audiência com o ex Presidente da República, Jair Bolsonaro.

Nas eleições de 2014 foi candidato ao Senado Federal. Venceu o ex-senador Gilvam Borges, com 131 695 votos (36,26% dos votos válidos), tornando-se o primeiro amapaense eleito senador da República. Assumiu o mandato no dia 1 de fevereiro do ano seguinte. Em 2015 foi eleito presidente da Comissão de Desenvolvimento Regional e Turismo do Senado Federal. Em julho de 2017 votou contra a cassação de Aécio Neves no Conselho de Ética do Senado, e em outubro de 2017 votou a favor da manutenção do mandato de Aécio, derrubando decisão da Primeira Turma do Supremo Tribunal Federal no processo em que o senador era acusado de corrupção e obstrução da justiça por solicitar dois milhões de reais ao empresário Joesley Batista.
Nas eleições de 2018, Alcolumbre foi candidato ao governo do estado do Amapá mas, angariando 94 278 votos (23,75% dos votos válidos), não conseguiu se qualificar para a disputa do segundo turno.

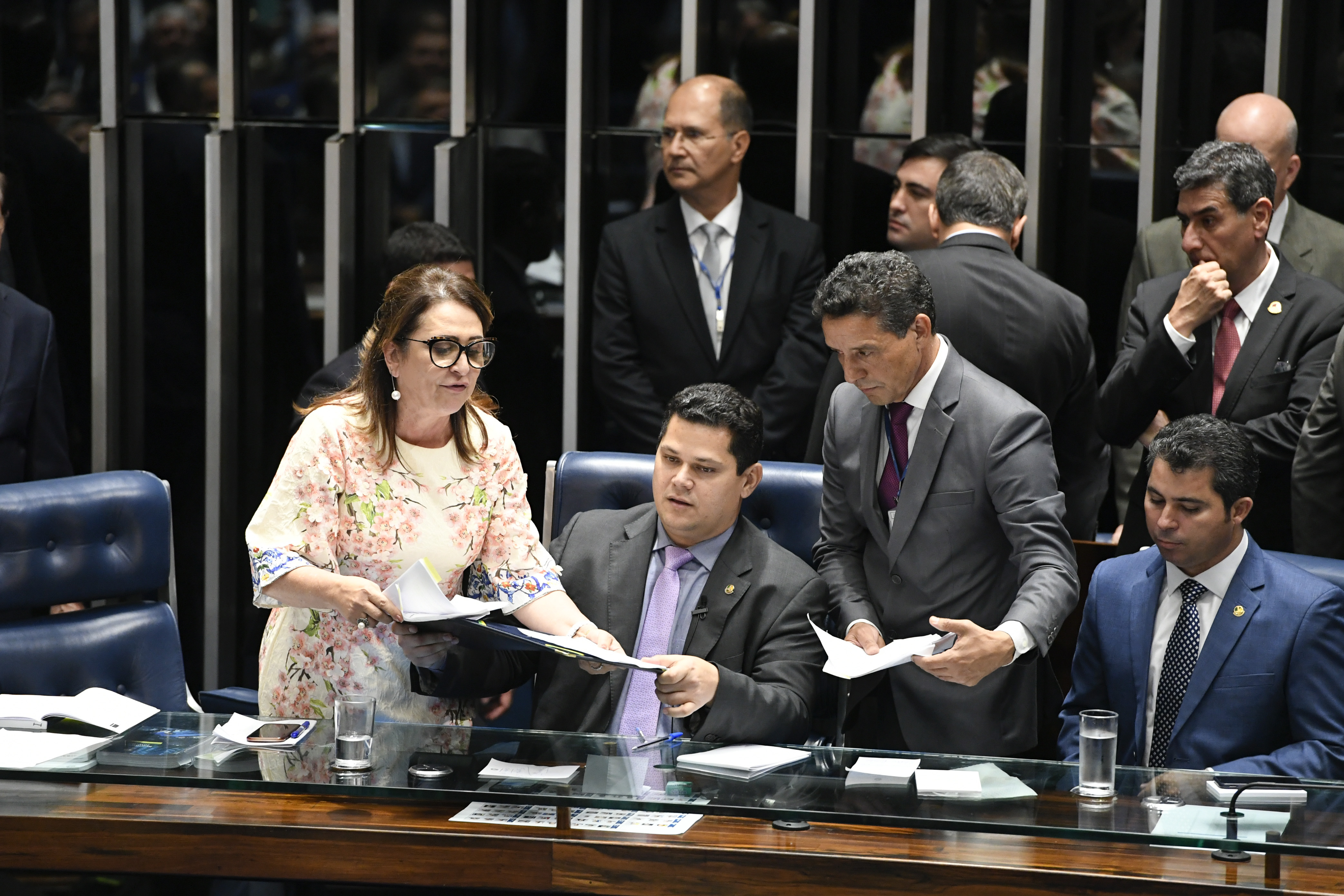
Kátia Abreu toma das mãos de Alcolumbre a pasta contendo as ordens do dia, durante a votação de um requerimento em 1.º de fevereiro de 2019

Já na eleição para mesa diretora do Senado em 2019, por ser o único remanescente da mesa diretora anterior do Senado, iniciou na presidência da casa e, em 1.º de fevereiro, articulou para presidir a sessão que escolheria o novo presidente, sendo, no entanto, preterido pelo senador de maior idade da casa legislativa, o senador José Maranhão (MDB). A principal disputa era entre o próprio Alcolumbre (apoiado pelo chefe da Casa Civil Onyx Lorenzoni, do seu partido, o DEM), e o senador Renan Calheiros, do MDB. Alcolumbre pôs em votação um requerimento para que a votação fosse feita de forma aberta e, ao divulgar o resultado da votação (50 senadores favoráveis e dois contrários), a senadora Kátia Abreu questionou a legitimidade de Alcolumbre para presidir a seção. Ela subiu na mesa diretora, ficando de pé ao lado de Alcolumbre e, esbravejando "Ele é candidato! Ele é candidato e não pode presidir essa sessão!", tomou a pasta com as ordens do dia das mãos de Alcolumbre, gritando "Você acha que é candidato, meu amigo? Você está maluco?". Na eleição, realizada no dia seguinte, Alcolumbre recebeu 42 votos e, já no primeiro turno, foi eleito o novo presidente do Senado Federal, graças ao apoio dos opositores de Renan Calheiros e de parte da base do governo Jair Bolsonaro.
Em 23 de outubro de 2019, por ocasião de viagens do presidente Jair Bolsonaro e do vice Hamilton Mourão, e da ausência no país do então presidente da Câmara dos Deputados, Rodrigo Maia, Alcolumbre assumiu a presidência da República por dois dias. Enquanto presidente em exercício, assinou o decreto que regulamenta a transferência definitiva das terras da União ao estado do Amapá, prevista na Medida Provisória (MP) 901/2019, atendendo a uma reivindicação estadual que tramitava havia trinta anos.
Entre outras ações, enquanto senador, Alcolumbre destinou recursos de emenda parlamentar para projetos como o Mais Visão, programa do governo do estado do Amapá que oferece atendimentos e cirurgias oftalmológicas para a população; o projeto Passaporte para Vitória, criado pelo ex-jogador de futebol Leo Moura com o objetivo de promover aulas de futebol e cidadania no Amapá; e o programa Norte Conectado, que visa levar conexão banda larga e infraestrutura de telecomunicação para a região norte do país, começando por Macapá.
Em 5 de fevereiro de 2021, após a eleição de Rodrigo Pacheco à presidência do Senado Federal, Diego Amorim, de O Antagonista, destacou a reativação da ferramenta que permite que a população acompanhe as propostas em avaliação no Senado. Ela havia sido desativada em 10 de setembro de 2020, após a PEC que previa a reeleição de Davi Alcolumbre ter repercussão negativa na plataforma.
Por fim, nas eleições no Amapá em 2022, Alcolumbre foi reeleito para o Senado Federal ao alcançar 196 087 votos (47,88% dos votos válidos) pela legenda do União Brasil, partido que surgiu da fusão entre o DEM e o Partido Social Liberal (PSL).
Tornou-se presidente da Comissão de Constituição e Justiça do Senado, função na qual sofreu críticas por demorar a designar um relator para a PL dos Supersalários.

## Desempenho em eleições
| Ano  | Eleição             | Coligação                                                                                          | Partido | Candidato a      | Votos   | Resultado  |
| ---- | ------------------- | -------------------------------------------------------------------------------------------------- | ------- | ---------------- | ------- | ---------- |
| 2000 | Municipal de Macapá | Sem coligação                                                                                      | PDT     | Vereador         | 2.317   | Eleito     |
| 2002 | Estaduais no Amapá  | Sem coligação                                                                                      | PDT     | Deputado federal | 10.543  | Eleito     |
| 2006 | Estaduais no Amapá  | Sem coligação                                                                                      | PFL     | Deputado federal | 12.377  | Eleito     |
| 2010 | Estaduais no Amapá  | União Progressista PRB, PP, PDT, PR, DEM, PHS, PCdoB                                               | DEM     | Deputado federal | 14.655  | Eleito     |
| 2012 | Municipal de Macapá | Macapá Melhor DEM, PTB, PRP, PSDB                                                                  | DEM     | Prefeito         | 21.796  | Não Eleito |
| 2014 | Estaduais no Amapá  | Juntos pelo Desenvolvimento, pela Paz e pela Vida PSD, PSDB, DEM, SDD                              | DEM     | Senador          | 131.695 | Eleito     |
| 2018 | Estaduais no Amapá  | União e Trabalho pelo Amapá DEM, PP, Avante, REDE, PSDB, PSD, PSC, Solidariedade, PPL, PODE, PATRI | DEM     | Governador       | 94.278  | Não Eleito |
| 2022 | Estaduais no Amapá  | Amapá para Todos Solidariedade, Federação PSDB Cidadania, PDT, UNIÃO, PL, PP, Republicanos         | UNIÃO   | Senador          | 196.087 | Eleito     |